# Yoron Israel
Yoron Dael Israel (Chicago, 24 november 1963) is een Amerikaanse jazzdrummer en componist van de modernjazz.

## Biografie
Israel studeerde eerst aan de Roosevelt University (bachelor in 1986) en daarna aan de Rutgers University (master in 1997). Hij toerde internationaal met Jay Hoggard (sinds 1987), David Fathead Newman en Bill Mays en presenteerde sinds 1998 platen onder zijn eigen naam. Zijn album Basic Traneing plaatste zich in 2004 in de Amerikaanse jazzhitlijst (#3). Hij leidt momenteel het kwartet High Standards, waartoe ook toetsenist Laszlo Gardony, de saxofonist Lance Bryant en de bassist Henry Lugo behoren, met wie hij de Stevie Wonder tribute-cd Visions uitbracht. Hij speelde ook met Kenny Burrell, Horace Silver, Sonny Rollins, Frank Wess, de Mingus Big Band, het Chicago Civic Orchestra en was daarnaast ook actief als theatermuzikant. Verder nam hij op met Abbey Lincoln, Ahmad Jamal (Live in Paris 1996), Benny Golson, Curtis Fuller, Clark Terry, Joe Henderson, Art Farmer, Freddie Hubbard, Wolfgang Lackerschmid, Attila Zoller, Larry Coryell en Grace Kelly. Na Tom Lord was hij betrokken bij 91 opnamesessies.
Israel onderwees eerst aan de Rutgers University-Newark, de William Paterson University en The New School en is assistent-professor aan het Berklee College of Music.

## Discografie
- 1998: Yoron Israel & Organic: Chicago (met Joe Lovano,  Larry Goldings, Marvin Sewell)
- 1998: Yoron Israel Connection Live at the Blue Note (met Steve Turre, Eric Alexander, Bryan Carrott, Ed Cherry, Sean Conly)
- ????: A Gift for You (met Philip Harper, Lance Bryant, Donald Harrison, Bryan Carrott, James Williams, Ed Cherry, John Lockwood)
- 2003: Basic Traneing (Bill Pierce, Jay Hoggard, Kyle Koehler, Ed Cherry, Ernesto Diaz)
- ????: Visions - The Music of Stevie Wonder (met Lance Bryant, Laszlo Gardony, Ron Mahdi, Thaddeus Hogarth, Larry Roland)

- Bibsys: 7002525
- Bibliothèque nationale de France: cb13993584z (data)
- Gemeinsame Normdatei: 13478202X
- International Standard Name Identifier: 0000 0003 6788 9388
- Library of Congress Control Number: n94000359
- MusicBrainz: 5de39713-c606-4b3d-bba2-848a90087df5
- Nationale Bibliotheek van Israël: 987007335874205171
- Réseau des bibliothèques de Suisse occidentale: 02-A006271089
- Virtual International Authority File: 233424086
- WorldCat: E39PBJvmJHfGRh96xvGBPkTJXd